# 南昌道站
南昌道站（朝鲜语：남창도역；）曾为朝鲜半岛铁路金刚山线上的一个车站，位于江原道昌金化郡，已于1950年废止。

## 历史
- 1927年9月1日：开始使用。
- 1950年6月25日：停用本站。